# Jules Delpech-Cantaloup
Jules Delpech-Cantaloup, né le 25 février 1847 à Saint-Clar (Gers) et décédé le 29 octobre 1913 à Auch (Gers), est un homme politique français.

## Biographie

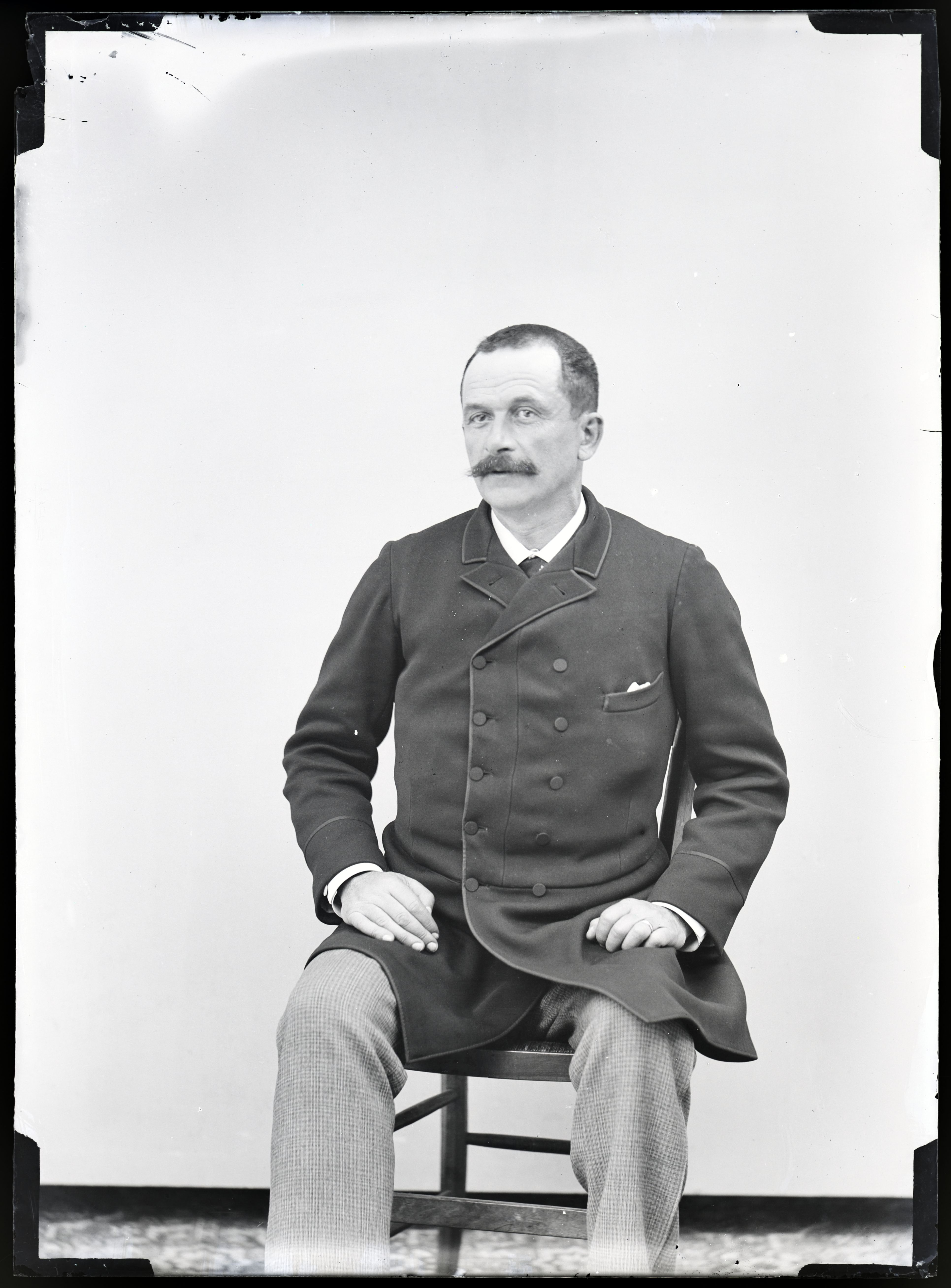
Portrait de Jules Delpech-Cantaloup, pris dans le studio privé de Joseph Escadafals dans sa propriété de Pommevic (Tarn-et-Garonne).

Avocat, il s'occupe surtout de la gestion de ses domaines agricoles et de politique. Il est élu conseiller municipal de Saint-Clar et conseiller d'arrondissement en 1874, puis conseiller général du Canton de Saint-Clar, en remplacement de son père, en 1877. Il est président du Conseil général de 1885 à 1892. Il devient enfin maire de Saint-Clar de 1897 à 1913.
Militant d'extrême droite, très catholique dans un département de gauche radicale, il essuie de nombreuses défaites aux élections législatives et sénatoriales. Il est élu député de justesse en 1898, et perd son mandat en 1902. Pendant ces quatre ans, il se montre très actif à la Chambre, s'inscrivant au groupe des antisémites puis à l'Action libérale.

## Sources
- « Jules Delpech-Cantaloup », dans le Dictionnaire des parlementaires français (1889-1940), sous la direction de Jean Jolly, PUF, 1960 [détail de l’édition]
- Archives départementales de Tarn-et-Garonne, fonds photographique Joseph Escadafals, 16 fi 138, 310, 311, 313, 433, 448, 629.